# Christine Evangelista
Christine Evangelista (Staten Island, 27 d'octubre de 1986) és una actriu estatunidenca.

## Carrera
Evangelista es va graduar a la Herbert Berghof School of Acting, després d'assistir a la Michael J. Petrides School a Staten Island.
A Nova York, Evangelista va actuar en diversos espectacles fora de Broadway i va fer aparicions en episodis de programes de televisió com Law & Order, White Collar, Royal Pains, The Good Wife, Blue Bloods i 666 Park Avenue.
Va passar a un paper habitual a la temporada única de la sèrie de televisió Spike The Kill Point el 2007. El 2013, Evangelista va protagonitzar la sèrie habitual de la sèrie dramàtica de curta durada d'ABC, Lucky 7, seguida amb un paper recurrent com Allison Rafferty a la sèrie de la NBC Chicago Fire. Del 2015 al 2017, va interpretar a Sherry a la sèrie d'AMC The Walking Dead. A partir del 2017, mentre encara apareixia a The Walking Dead, Evangelista protagonitzava la sèrie a E! sèrie de televisió The Arrangement. Evangelista ha aparegut en diverses pel·lícules. Va tenir el paper principal a la pel·lícula independent Red Butterfly (2014) i més tard va tenir papers secundaris a les pel·lícules The Intern (2015) i Bleed for This (2016).
Christine Evangelista és cosina germànica de la supermodel Linda Evangelista.

## Filmografia

### Cinema
| Any  | Títol            | Paper                  | Notes           |
| ---- | ---------------- | ---------------------- | --------------- |
| 2007 | Goodbaye Baby    | Melissa Brooks         | Curt Pel·lícula |
| 2008 | Awilda and a Bee | Noia blanca guanyadora |                 |
| 2009 | The Good Guy     | Brooke                 |                 |
| 2009 | The Joneses      | Naomi Madsen           |                 |
| 2014 | Red Butterfly    | Cleo McKenna           |                 |
| 2015 | The Intern       | Equip creatiu ATF      |                 |
| 2016 | Bleed for This   | Ashley                 |                 |

### Televisió
| Any       | Títol                 | Paper            | Notes               |
| --------- | --------------------- | ---------------- | ------------------- |
| 2006      | Conviction            | Alyssa Burnside  | episodi: 1x09       |
| 2007      | The Kill Point        | Ashley Beck      | 8 episodis          |
| 2008      | Canterbury's Law      | Kathy Delgato    | episodi: 1x04       |
| 2009      | Law & Order           | Adrian Hemmings  | episodi: 19x19      |
| 2010      | White Collar          | Veronica Naylon  | episodi: 2x03       |
| 2010      | Royal Pains           | Michelle         | episodi: 2x08       |
| 2010      | The Good Wife         | Madeleine        | episodi: 2x02       |
| 2011      | Blue Bloods           | Jolene           | episodi: 1x11       |
| 2012–2013 | 666 Park Avenue       | Libby Griffith   | episodis: 1x09-1x10 |
| 2013      | Lucky 7               | Mary Lavecchia   | 8 episodis          |
| 2014      | Chicago Fire          | Allison Rafferty | 5 episodis          |
| 2015–2017 | The Walking Dead      | Sherry           | 4 episodis          |
| 2017–2018 | The Arrangement       | Megan Morrison   | 20 episodis         |
| 2020–2023 | Fear the Walking Dead | Sherry           | 21 episodis         |